# Lance Stroll
Lance Stroll (Montreal, 29 d'octubre de 1998) és un pilot d'automobilisme de velocitat quebequès. Actualment competeix a la Fórmula 1 i com el pilot de Aston Martin.

## Carrera

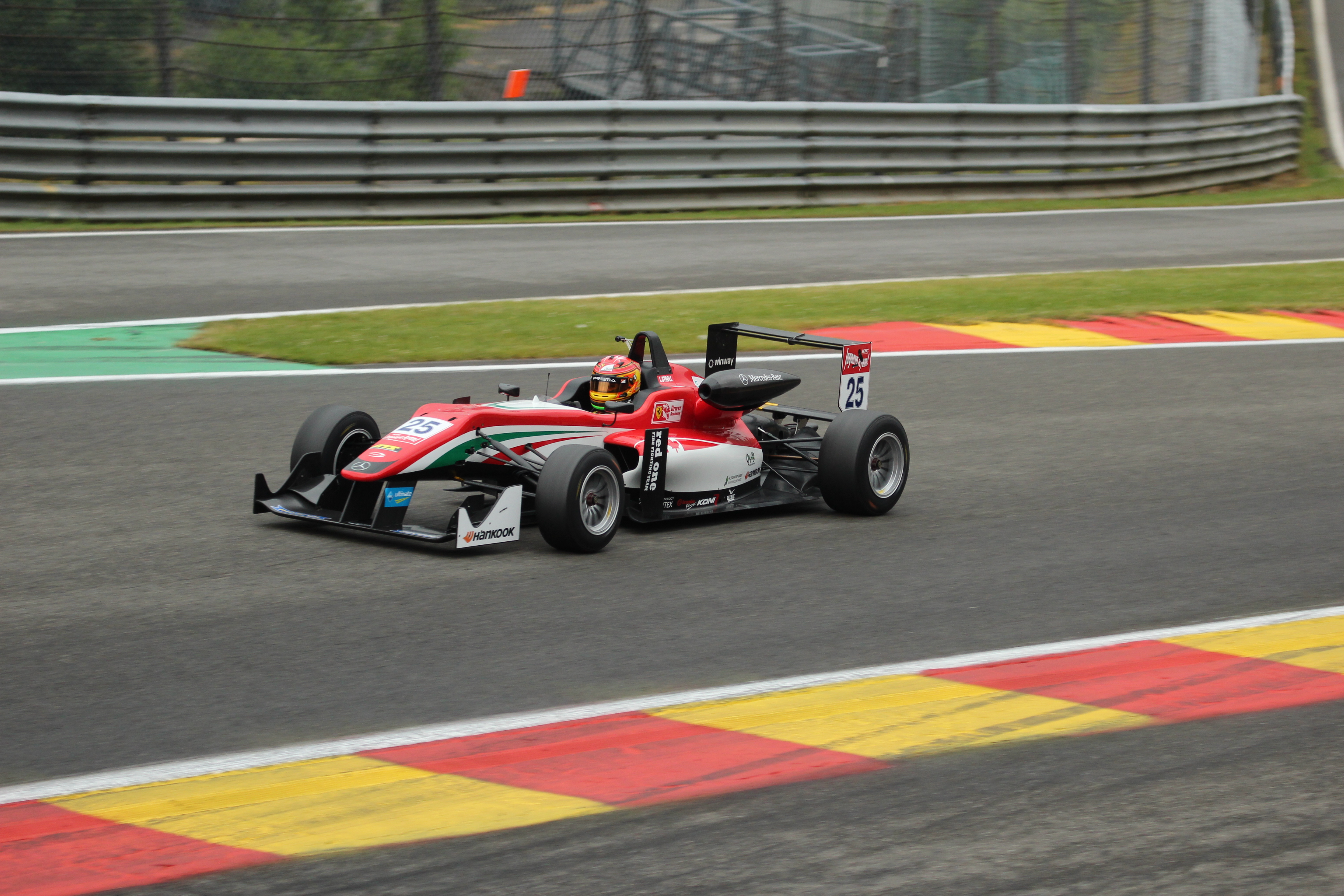
Stroll en la Fórmula 3 Europea 2015

Lance va iniciar la seva carrera en el kàrting al 2008. Dos anys després va ser contractat pel programa de desenvolupament de la Scuderia Ferrari. Va fer el salt a les fórmules promocionals el 2014, debutant a la Fórmula 4 Italiana al 2014, on es va consagrar com el campió amb 10 victòries. L'any següent va disputar les Toyota Racing Series de Nova Zelanda i en va ser campió, i va disputar la seva primera temporada a la Fórmula 3 Europea, on va acabar cinquè. Després de la temporada Lance va deixar l'acadèmia de Ferrari per sumar-se a l'equip Williams com a pilot de proves.
Va començar la temporada 2016 fent el seu debut en sport prototips a les 24 Hores de Daytona amb un Riley-Ford de Chip Ganassi; va aconseguir el cinquè lloc juntament amb els seus companys Alexander Wurz, Andy Priaulx i Brendon Hartley. Després, el canadenc va aconseguir el títol de la Fórmula 3 Europea amb 14 victòries.

### Fórmula 1
Després de l'anunci de la retirada de Felipe Massa de la Fórmula 1 a la fi del 2016, el 3 de novembre d'aquest mateix any, es va anunciar que Stroll i Valtteri Bottas serien els dos pilots de Williams pel 2017.
A la seva temporada de debut, va quedar dotzè just per darrere del seu company. Va ser tercer al Gran Premi d'Azerbaidjan, fet que el fa el segon pilot més jove en aconseguir un podi en aquesta categoria.

## Resum de carrera
| Temporada | Categoria             | Equip                   | Carreras          | Victòries         | Poles             | VR                | Podis             | Pts.              | Pos.              |
| --------- | --------------------- | ----------------------- | ----------------- | ----------------- | ----------------- | ----------------- | ----------------- | ----------------- | ----------------- |
| 2014      | Florida Winter Series | -                       | 12                | 0                 | 0                 | 0                 | 2                 | -                 | -                 |
| 2014      | Fórmula 4 italiana    | Prema Powerteam         | 18                | 7                 | 5                 | 11                | 13                | 331               | 1°                |
| 2015      | Toyota Racing Series  | M2 Competition          | 16                | 4                 | 0                 | 1                 | 10                | 906               | 1°                |
| 2015      | Fórmula 3 Europea     | Prema Powerteam         | 32                | 1                 | 0                 | 0                 | 6                 | 231               | 5°                |
| 2015      | Gran Premi de Macau   | Prema Powerteam         | 1                 | 0                 | 0                 | 0                 | 0                 | -                 | 8°                |
| 2015      | Fórmula 1             | Scuderia Ferrari        | Pilot de proves   | Pilot de proves   | Pilot de proves   | Pilot de proves   | Pilot de proves   | Pilot de proves   | Pilot de proves   |
| 2016      | Fórmula 3 Europea     | Prema Powerteam         | 30                | 14                | 14                | 13                | 20                | 507               | 1°                |
| 2016      | Fórmula 1             | Williams Martini Racing | Pilot de proves   | Pilot de proves   | Pilot de proves   | Pilot de proves   | Pilot de proves   | Pilot de proves   | Pilot de proves   |
| 2017      | Fórmula 1             | Williams Martini Racing | 20                | 0                 | 0                 | 0                 | 1                 | 40                | 12°               |
| 2018      | Fórmula 1             | Williams Martini Racing | 21                | 0                 | 0                 | 0                 | 0                 | 6                 | 18è               |
| 2018      | WeatherTech SportsCar | Jackie Chan DCR         | 1                 | 0                 | 0                 | 0                 | 0                 | 20                | 55.º              |
| 2019      | Fórmula 1             | Racing Point F1 Team    | 21                | 0                 | 0                 | 0                 | 0                 | 21                | 15.º              |
| 2020      | Fórmula 1             | Racing Point F1 Team    | 16                | 0                 | 1                 | 0                 | 2                 | 75                | 11.º              |
| 2021      | Fórmula 1             | Aston Martin F1 Team    | 22                | 0                 | 0                 | 0                 | 0                 | 34                | 13.º              |
| 2022      | Fórmula 1             | Aston Martin F1 Team    | 22                | 0                 | 0                 | 0                 | 0                 | 18                | 15.º              |
| 2023      | Fórmula 1             | Aston Martin F1 Team    | Temporada en curs | Temporada en curs | Temporada en curs | Temporada en curs | Temporada en curs | Temporada en curs | Temporada en curs |
| Font:     |                       |                         |                   |                   |                   |                   |                   |                   |                   |

## Resultats

### Fórmula 1
(Clau) (Resultats en negreta indiquen pole position) (Resultats en cursiva indiquen volta ràpida)
| Any  | Escuderia                | 1       | 2       | 3       | 4      | 5       | 6       | 7       | 8       | 9       | 10      | 11      | 12      | 13     | 14     | 15      | 16      | 17      | 18     | 19      | 20      | 21      | 22     | 23    | Lloc | Punts |
| ---- | ------------------------ | ------- | ------- | ------- | ------ | ------- | ------- | ------- | ------- | ------- | ------- | ------- | ------- | ------ | ------ | ------- | ------- | ------- | ------ | ------- | ------- | ------- | ------ | ----- | ---- | ----- |
| 2017 | Williams- · Mercedes     | AUS Ret | CHN Ret | BHR Ret | RUS 11 | ESP 16  | MON 15† | CAN 9   | AZE 3   | AUT 10  | GBR 16  | HUN 14  | BEL 11  | ITA 7  | SIN 8  | MAL 8   | JPN Ret | USA 11  | MEX 6  | BRA 16  | ABU 18  |         |        |       | 12è  | 40    |
| 2018 | Williams- · Mercedes     | AUS 14  | BHR 14  | CHN 14  | AZE 8  | ESP 11  | MON 17  | CAN Ret | FRA 17† | AUT 14  | GBR 13  | GER Ret | HUN 17  | BEL 13 | ITA 9  | SIN 15  | RUS 15  | JPN 17  | EUA 14 | MEX 13  | BRA 18  | ABU 13  |        |       | 18è  | 6     |
| 2019 | Racing Point- · Mercedes | AUS 9   | BHR 14  | CHN 12  | AZE 9  | ESP Ret | MON 16  | CAN 9   | FRA 13  | AUT 14  | GBR 13  | GER 4   | HUN 17  | BEL 10 | ITA 12 | SIN 13  | RUS 11  | JPN 9   | MEX 12 | EUA 13  | BRA 19† | ABU Ret |        |       | 15è  | 21    |
| 2020 | Racing Point- · Mercedes | AUT Ret | STI 7   | HUN 4   | GBR 9  | 70A 6   | ESP 4   | BEL 9   | ITA 3   | TOS Ret | RUS Ret | EIF C19 | POR Ret | EMI 11 | TUR 9  | BHR Ret | SAK 3   | ABU 10  |        |         |         |         |        |       | 11è  | 75    |
| 2021 | Aston Martin- · Mercedes | BHR 10  | EMI 8   | POR 14  | ESP 11 | MON 8   | AZE Ret | FRA 10  | STI 8   | AUT 13  | GBR 8   | HON Ret | BEL 20  | PBA 12 | ITA 7  | RUS 11  | TUR 9   | EUA 12  | MEX 14 | SAO Ret | QAT 6   | SAU 11  | ABU 13 |       | 13è  | 34    |
| 2022 | Aston Martin- · Mercedes | BHR 12  | SAU 13  | AUS 12  | EMI 10 | MIA 10  | ESP 15  | MON 14  | AZE 16† | CAN 10  | GBR 11  | AUT 13  | HON 11  | FRA 10 | BEL 11 | PBA 10  | ITA Ret | SIN 6   | JAP 12 | EUA Ret | MEX 15  | SAO 10  | ABU 8  |       | 15è  | 38    |
| 2023 | Aston Martin- · Mercedes | BHR 6   | SAU Ret | AUS 4   | AZE 7  | MIA 12  | EMI CC  | MON Ret | ESP 6   | CAN 9   | AUT 9   | GBR 14  | HON 10  | BEL 9  | PBA 11 | ITA 16  | SIN NVC | JAP Ret | QAT 11 | EUA -   | MEX -   | SAO -   | LAV -  | ABU - | 10è* | 47*   |